# Batalla de Anyi
La Batalla de Anyi (安邑之戰) fue una batalla entre la Dinastía Han y el Estado Wei durante la Contención Chu-Han. Suprimió la rebelión de Wei Bao y preparó el camino para la invasión de  Dai, y en última instancia, la Batalla de Jingxing.

## Antecedentes
Después de la desastrosa batalla de Pengcheng en el octavo mes de 205, muchos reyes vasallos perdieron la confianza en los Han y demandaron la paz o desertaron a  Chu. Uno de estos reyes desleales fue Wei Bao, el Rey de Wei. Con el pretexto de visitar a un pariente enfermo, Wei dejó Liu Bang y regresó a sus propias tierras, donde desertó a Chu. Liu Bang envió primero a su consejero Li Yiji para persuadir a Wei de que se rindiera, pero no tuvo éxito. Al no ver otra opción, Liu envió al general Han Xin para suprimir la rebelión de Wei Bao.

## Batalla
Wei Bao acampó su ejército en Puban, bloqueando el camino a Linjin. Han Xin sabía que Wei Bao quería que atacara Linjin y fingió un asalto allí, mientras enviaba en secreto a la mayoría de su ejército a atacar Anyi, ahora el condado de Xia, Shanxi. En el noveno mes del año 205, Wei Bao lideró personalmente un ataque a Han Xin, pero fue muy inferior a las habilidades de liderazgo de Han y perdió la batalla. Fue capturado en el combate cuerpo a cuerpo y llevado ante Liu Bang.

## Consecuencias
Wei se rindió a Liu Bang, y no fue reintegrado como rey de Wei, sino que fue nombrado general. Más tarde en el mes, Han Xin utilizó su libre acceso a través del Reino de Wei para atacar el Reino de Dai, y derrotó decisivamente a las fuerzas lideradas por el Canciller de Dai Xia Shuo.